# Videocreación
Una videocreación es una pieza audiovisual artística, normalmente un cortometraje, por lo general de corte no narrativo que, entre otros canales de distribución, se muestra en galerías, museos, exhibiciones, salas de arte, centros culturales, circuitos alternativos y en ocasiones se vende como obra de artista igual que si se tratara de un cuadro o una escultura.
Hasta la década de los ochenta las videocreaciones eran, como su nombre indica, grabadas en vídeo. Más tarde, se registran en diferentes tipos de formatos digitales. Al término se le pueden adjudicar varios sinónimos: “cortometraje experimental”, “videoarte” o “visuales”, acepción normalmente unida a un grupo musical o de danza. A los videocreadores se les considera artistas visuales.
Al pretender ser obra artística las piezas tienden a presentarse en clave poética, abstracta, experimental o de género documental con crítica social. Por ejemplo, Bruce Nauman en la obra Anthro/socio (1992), una videoinstalación de 3 videoproyecciones, y 6 monitores, muestra la cabeza en distintas perspectivas de un individuo que grita y se lamenta. O Jun Nguyen-Hatsushiba con su proyecto de monumento a Nha Trang, en Vietnam, titulado Hacia el complejo, para los valientes, los curiosos y los cobardes, que es una videocreación íntegramente rodada bajo el agua en la que pescadores arrastran cochecillos de tracción humana por el suelo del fondo del mar.
Varios de los motivos de estas piezas son los mismos que los de los cortos experimentales clásicos rodados en 35 mm o en 16 mm: repetición, efecto espejo, juegos con la luz y reflejos en todo tipo de superficies, imágenes deformadas, partidas, triples o múltiples, lentitud o velocidad en el transcurrir de la acción. Incluso se llegan a retomar imágenes de múltiples realizadores cinematográficos, mezclándolas, yuxtaponiéndolas o dándoles otros enfoques. En el cortometraje Steps (1987) de Zbigniew Rybczynski, un grupo de turistas se introduce en la escena de la matanza en las escaleras de Odessa del film El acorazado Potemkin (Bronenosets Potiomkin, 1925) de Sergéi Eisenstein.

## Antecedentes
La videocreación hereda los postulados del cine experimental y vanguardista de los años veinte realizado en 35 mm, y del cine underground estadounidense y de todas las latitudes de los años sesenta, realizado sobre todo en 16 mm, y también del cine más alternativo en Super 8 mm de los años setenta. Todos estos tipos de cine se caracterizan a su vez por la búsqueda de fórmulas que se alejen de los esquemas narrativos convencionales, es decir, con estructuras alternativas de guion o bien sin que aparezcan actores, en beneficio de la experimentación visual y el desarrollo de una mirada poética o personal.
Nam June Paik es considerado uno de los artistas pioneros y representativos, con obras como La luna es la televisión más antigua (Moon is the Oldest, 1965) en la que una docena de monitores de televisión muestran diferentes estadios del satélite; de esta obra existen diferentes versiones hasta 1992. Wolf Vostell es considerado el creador de la primera videocinta en 1963 con el título Sun in your head (El sol en tu cabeza). Bill Viola (Hatsu yume-First dream, 1978; Las pasiones, 2000) es el artista más significativo de la videocreación, considerado también un referente histórico; su obra es pictórica y fotográfica, además de mística. El experimentador y tecnólogo Zbigniew Rybczynski obtiene un Oscar al mejor corto de animación en 1982 por Tango (1981).

## Tipos
Existen en la videocreación géneros o micro-géneros, como videocreación de animación (a través de técnicas como pixelación o infografía) en piezas de registro de humor como Trick or treat (2000), sobre una especie de virus mutante de Ian Haig; o de género musical, en una dimensión alejada de la del videoclip, por ejemplo el trabajo Vinyl is black (2001), del musicólogo Jim Jak perteneciente a su serie Videosongs. O incluso todo un género: La videodanza. La videocreación está vinculada también con el diseño gráfico, la dirección artística o la decoración visual de eventos.
Otra de las características de algunos de sus autores, cuando aparecen ellos como protagonistas de sus obras, es la proyección constante de una imagen conscientemente narcisista, como buena parte de la obra de la artista conceptual Sophie Calle o de la artista-performer Marina Abramović.
Videoclips, videoinstalaciones, videodanza:
Los videoclips estéticamente significativos pueden considerarse videocreación, con la diferencia que el videoclip promociona al músico y la videocreación al realizador. Los videoclips comerciales se nutren de videoartistas como Tony Oursler y sus muñecos con caras deformadas en el clip Little Wonder (1997), de David Bowie, con dirección de Flora Sigismondi.
En videoinstalaciones como La máquina de la influencia, del mismo Tony Oursler, este convierte una plaza de Londres en un paisaje virtual, donde los árboles hablan y aparecen cabezas, y espectros a través de retroproyecciones. En Disturbance, (1988) de Gary Hill, se utilizan múltiples monitores, que recuerdan las páginas de un libro. En Pedestrian (2002), de Shelley Eshkar y Paul Kaiser, el espectador se encuentra delante de una proyección en las que aparecen contrapicados de personas en espacios públicos y cuya tesis es la videovigilancia que recorre nuestras ciudades. En la videoinstalación con cuatro proyecciones, Anarchitekton (2002-2004) de Jordi Colomer, rodada en Barcelona, Bucarest, Brasilia y Osaka, un personaje recorre las ciudades citadas enarbolando maquetas de edificios, reproducciones de cartón grotescas y provocadoras. 
La videodanza se convierte en videoarte y videointalación en Flex (2000), de Chris Cunningham con música de Aphex Twin, en la que una pareja desnuda baila y en un momento la chica se queda sin pupilas.

## Manifestaciones
Una de las salidas de la videocreación es la parte visual de espectáculos de musicales o incluso en entrevistas en programas televisivos con retroproyecciones con imágenes herederas de pintores u otros artistas del audiovisual, como por ejemplo el cineasta experimental Stan Brakhage, influenciado a su vez por el pintor expresionista abstracto Jackson Pollock. Así, los visuales de Andy Warhol para The Velvet Underground en el film Exploding Plastic Inevitable (1965) o los del mismo Stan Brakhage para el concierto del 2006 de Sonic Youth, muestran la estrecha relación que existe este medio con la música. 
El visionado por parte del público de la videocreación suele ser minoritario, a no ser que vaya acompañado como telón de fondo de artistas musicales o espectáculos de danza. A algunas piezas cuando su referente es pictórico se las puede adjudicar el carácter de sucedáneos: Pontormo, Monet o Pollock son entre otros los artistas de referencia y el videoartista que parte de sus motivos se convierte en un director artístico o un decorador visual. Jesús Ramos Huete parte de los colores de “El jardín de las delicias” del Bosco en la pieza El brebaje del Bosco (2008), aunque añade a ello características de su propio estilo como la puesta en escena de frutas como afrodisíacos y el gusto por la abstracción. Como se ha dicho, en ocasiones el punto de partida es el mismo cine: Stanley Kubrick ofrece videocreación de género fantástico en la secuencia psicodélica de 2001: Una Odisea en el Espacio (2001: A Space Odissey, 1968), que inspira los visuales de numerosos grupos musicales en sus conciertos, como el de Roger Waters –de Pink Floyd- en la gira The dark side of the moon (2007). David Lynch es otro de los referentes de la videocreación, muchas de las atmósferas turbias y estéticas de numerosas piezas de videoarte siguen su lenguaje estético, al igual que los motivos visuales del realizador Wong Kar-wai en films como In the mood for love (2000).

## La videocreación en el cine
Existen numerosas secuencias de créditos en la historia del cine que pueden considerarse vídeocreación, por ejemplo la tinta china de distintos colores tirada al agua del film El más allá (1965) de Masaki Kobayasi, o los títulos conceptuales, protagonizados por antenas televisivas en Fahrenheit 451  (1966) de François Truffaut, o las gotas de agua en un cristal del El mensajero (The go-between, 1970) de Joseph Losey; o las mismas substancias acuosas de Existenz (1999) de David Cronenberg. En este sentido, Saul Bass, uno de los creadores de títulos de crédito más relevantes de la historia (Vértigo, Con la muerte en los talones, de Alfred Hitchcock, West Side Story (1961) de Robert Wise, o secuencias de Grand Prix (1966) de John Frankenheimer, es un maestro influyente en el videoarte. En el film Crash (2005) que escribe y dirige Paul Haggis, los títulos de crédito están concebidos al estilo del videoarte: luces de coches en la noche que se juntan y separan en formas de bolitas Pop Art y anuncian el título y tema del film, la colisión entre los humanos. 
El film Pi (1998) de Darren Aronofsky contiene escenas que pueden pertenecer a la videocreación, como la de los espirales en el café, al igual que la escena de masturbación de la protagonista en la película Bajo la arena (2000) de François Ozon. 
Los cineastas experimentales clásicos como Dziga Vertov, Oskar Fischinger, Andy Warhol, Stan Brakhage, Norman McLaren, Maya Deren, José Val del Omar o Jonas Mekas ruedan en soporte cinematográfico pero al realizar audiovisual artístico y no comercial se les considera artistas y sus piezas se pueden ver en diferentes museos o centros culturales, su obra se considera arte contemporáneo, igual que la videocreación.

## Videocreaciones y Videocreadores
En Protrude, Flow (2001) de Sachiko Kodama y Minako Takeno, aparecen formas orgánicas tridimensionales en continuo movimiento causadas por la interacción con el sonido del ambiente que capta un micrófono colgando del techo. Las videopinturas del músico y artista visual Takagi Masakatsu Girls (2006) influyen en el diseño de cortinillas o ráfagas de televisiones que pretenden ofrecer imagen de modernidad y artisticidad. En la videoinstalación de Dominique González Foerster, titulada Pequeña (2001), una niña mira de manera incierta a cualquier espectador que la observe. Otros videocreadores son Toni Hill (La rueda), Paloma Navares (Els Banyets 1987), Antoni Muntadas (File room 1995), Hozumo Morino (Aunneas 1998), Toni Serra (Minnessota 1943, 1995), Pipilotti Rist (Bebe mi océano 1996), Anita Sárosi (Dragon 1999), Jorge Cosmen (In memoriam 2000), Fernando de Castro (Entomon una vida como insecto 2000), Pierrick Sorin (143posiciones eróticas, 2000), Luis Cerveró (Pretty short war, 2001) y Ashot Shiroian (Painting Stockholm, 2002).